# Real Academia Militar

A Real Academia Militar foi uma instituição militar de ensino superior portuguesa.

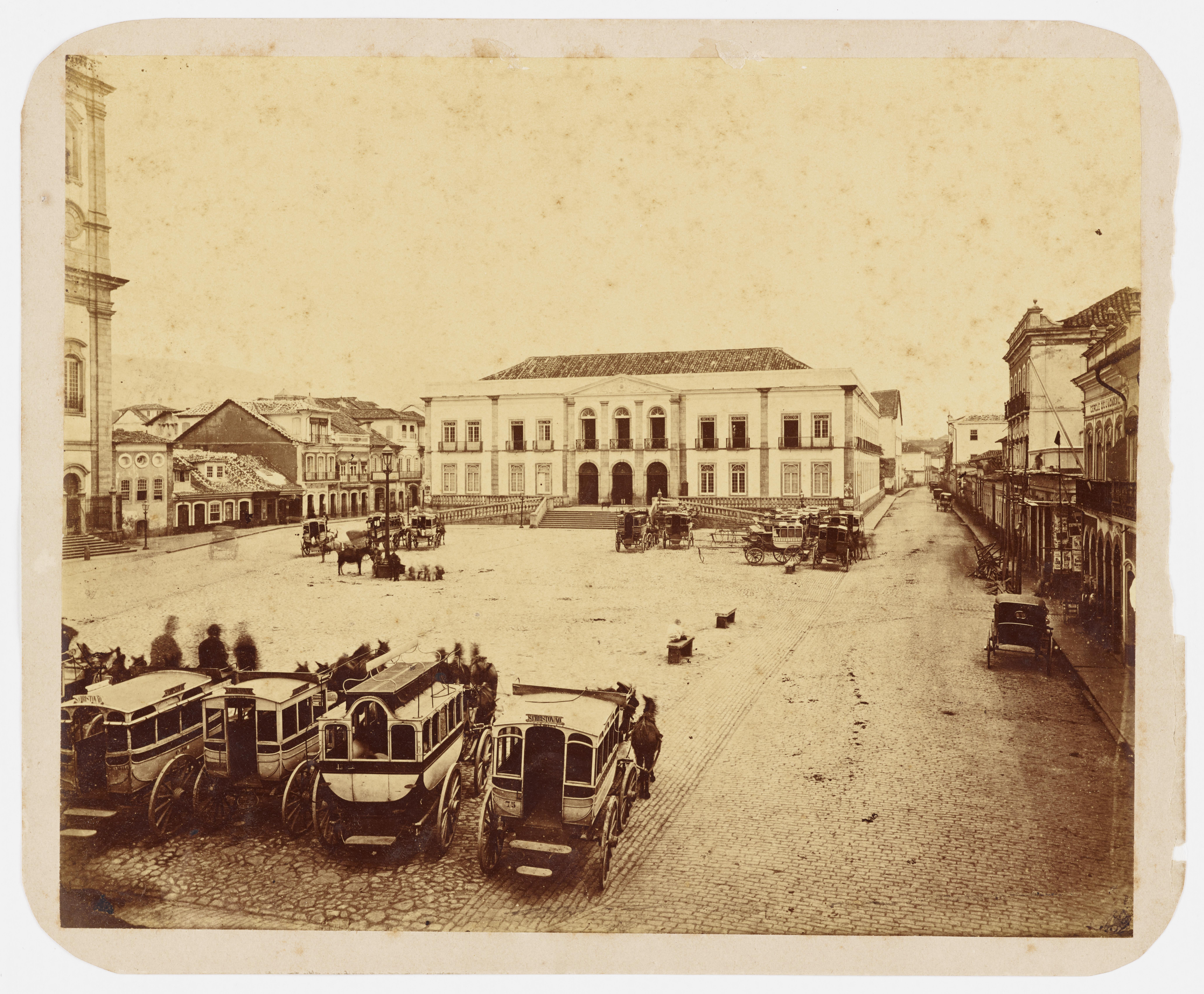
Largo de São Francisco, em destaque a Real Academia Militar, atual Instituto de História, Filosofia e Ciências Sociais da UFRJ, no Rio de Janeiro. Cerca de 1860.

Sucedeu à Academia Real de Fortificação, Artilharia e Desenho, em Lisboa (1790), e à Real Academia de Artilharia, Fortificação e Desenho, nas dependências da Casa do Trem de Artilharia (atual Museu Histórico Nacional), no Rio de Janeiro (1792). Dela se originou a atual Academia Militar das Agulhas Negras (AMAN).
Foi criada por carta régia de 4 de Dezembro de 1810, do então príncipe regente D. João, futuro rei D. João VI, que iniciou as suas actividades a 23 de Abril de 1811.
Francisco de Borja Garção Stockler e Wilhelm Ludwig Freiherr von Eschwege, o barão de Eschwege, tiveram papel importante na estruturação do seu ensino nas áreas da matemática e da física.

## História
No contexto da transferência da corte portuguesa para o Brasil (1807-1821) a Real Academia Militar foi criada pelo Príncipe-regente através da Carta-Régia de 4 de dezembro de 1810.
Implementada pelo conde de Linhares, foi inaugurada em 23 de abril de 1811, no mesmo local da anterior, a nova Academia teve como primeiro comandante o então Brigadeiro Inspetor de Artilharia e Fundições Carlos Antônio Napion, atual patrono do Material Bélico do Exército Brasileiro.
A Real Academia formava a oficialidade das diversas Armas, além de engenheiros, geógrafos e topógrafos, conforme definido em seu regulamento:
"...um curso regular de Ciências Exatas e de Observações, assim como de todos aqueles que são aplicações das mesmas aos estudos militares e práticos que formam hábeis Oficiais de Artilharia, Engenharia e ainda Oficiais da classe de Engenheiros Geógrafos e Topógrafos, que possam também ter o útil emprego de dirigir objetos administrativos de minas, de caminhos, portos, canais, pontes e calçadas."
Eram ministrados os cursos de Cavalaria e Infantaria, ambos com duração de três anos, e o de Engenharia, com duração de seis anos. Neste último, os futuros engenheiros aprendiam Arquitetura Civil, Materiais de Construção, Caminhos e Calçadas, Hidráulica, Pontes, Canais, Diques e Comportas. No oitavo ano era explicada a história militar dos povos.
Em 1812, a Academia foi transferida para novas instalações, no Largo de São Francisco de Paula, no edifício em que atualmente funciona o Instituto de Filosofia e Ciências Sociais (IFCS) da Universidade Federal do Rio de Janeiro.
Com a proclamação da independência do Brasil, a Academia foi reformulada e unida a Academia Real dos Guarda-Marinhas e ao  Observatório astronômico, em 1832. A Academia Militar e de Marinha, era dividida em quatro cursos científicos: curso matemático com quatro anos de duração; curso militar, de dois anos; curso de pontes e calçadas, dois anos; curso de construção naval, dois anos.
Os cursos deveriam ser frequentados pelos oficiais de acordo com sua especialização: os oficiais de infantaria e cavalaria deveriam frequentar o primeiro ano do curso matemático e o do curso militar; os de artilharia os três primeiros anos do curso matemático e o primeiro do curso militar; os engenheiros militares e os oficiais do Estado Maior, os três primeiros do curso matemático os dois do curso militar; os oficiais da marinha e os engenheiros geógrafos todo o curso matemático mais a prática do Observatório; os engenheiros de pontes e calçadas os três primeiros anos do curso matemático e os dois do curso de pontes e calçadas; os  engenheiros construtores navais três primeiros anos do curso matemático e os dois do curso de construção naval.
No ano seguinte, em 22 de outubro de 1833, a Academia de Marinha e a Companhia de Guardas-Marinhas é separada de novo, constituindo um estabelecimento separado.
O regulamento estabelecia dois cursos diversos: um curso militar para os oficiais das três armas principais do exército; um curso completo para os oficiais engenheiros de todas as classes. O curso militar tinha duração de três anos. O curso completo de engenheiros era comum nos três primeiros anos, e tinha mais três anos a seguir. Além dos estudos havia exercícios de campo a que eram obrigados todos os discípulos.
Em 11 de janeiro de 1839, o regulamento muda, estabelecendo que devia ser adaptado daquele da Escola Politécnica e na de Aplicação de Metz, na França.